# Гмайна (Словень Градець)
Гмайна (словен. Gmajna) — поселення в общині Словень Градець, Регіон Корошка, Словенія. Висота над рівнем моря: 521,9 м.